# Jašek sv. Ahacija
Jašek sv. Ahacija (tudi Ahacijev jašek) je nekdanji glavni rudniški jašek v rudniku živega srebra Idrija. Jašek je stal na območju današnjega Trga sv. Ahacija v središču mesta nad hudournikom Nikova, kjer so živosrebrovo rudo – cinabarit – tudi izpirali. Rudarji so delali v izjemno težkih razmerah zaradi pomanjkanja prezračevanja, pogostih nesreč in zahtevnega transporta. Najhujša nesreča se je zgodila leta 1550, ko je eksplozija v Mrtvaškem kopu terjala več deset življenj. Velik problem je predstavljalo odvajanje vode, ki so ga najprej reševali z ročnim črpanjem, kasneje pa s kamštmi, a so visoki stroški še naprej oteževali delovanje rudnika. Modernizacija se je začela šele v drugi polovici 16. stoletja, ko so zaradi naraščajočih težav in pritiska deželnih rudniških oblasti zgradili Barbarin jašek, ki je izboljšal prezračevanje in omogočil nadaljnje rudarjenje. Ahacijev jašek so leta 1746 zasuli. 

## Ozadje
Plitvejša rudna nahajališča idrijskega rudnika so bila hitro izčrpana. Rudarjenje v jašku je potekalo le v zelo bogato orudenih bituminoznih plasteh skonca, ki so potekale od severozahoda proti jugovzhodu. Jamske razmere so bile izredno neugodne. 

## Zgodovina
Ahacijeva družba pri sledenju rudi sprva ni imela večji uspehov, finančno stanje družbe je bilo slabo. V do takrat neimenovanemu jašku so 22. junija 1508 na god sv. Ahaca, po komur je bil jašek kasneje poimenovan, na globini 42 metrov odkrili žilo cinabaritne rude. Zaradi bogatosti rude v okolici jaška so mu rekli tudi jašek sreče. Rudarji so po navedbah Mihaela Arka ob odkritju veliko proslavljali, žena rudniškega upravitelja Kuttlerja pa je ob njihovem proslavljanju mislila, da gre za upor in v paniki izvrgla premoženje. 22. junij je bil kasneje dela prost dan ter občinski praznik.
Leta 1527 je bilo v jašku zaposlenih 94 rudarjev, do leta 1530 število zaposlenih naraste na 140, do 1532 pa na 180. V letih 1535 in 1536 je bilo odpuščenih dve tretjini delavcev zaradi prodajne krize. Občasno je rudnik pestilo pomanjkanje delavcev, razmere so bile boljše pozimi, ko so zaposlovali pozimi nezaposlene drvarje.
Leta 1536 je dosegel globino 68,5 metra. Jaška naprej niso poglobljevali, saj so rudna ležišča ležala globlje od dna glavnega jaška, neprezračeno ozračje pa bi lahko privedlo do jamske eksplozije. Pri sledenju rudi so znotraj jaška izgradili tri slepe jaške do globine 156 m, rovi pa so se končali do 243 m proč, kar danes ustreza V. obzorju. Do konca 60. let 17. stoletja so bile rudne jame globoke do 170 m, tako pa so skrajne lege kopov ostale nezadostno prezračene. V jamah rudarji zaradi preprečevanja eksplozije jamskih plinov niso imeli razsvetljave ali pa jim je ta ugašala. V oddaljene jame so zraki vpihovali z mehovi, za kar je skrbelo 20 delavcev. Rudo so kopali pozimi, pozno pomladi ter jeseni, poleti pa so bili spodbujeni, da so rudo žgali na prostem. Delavske razmere je leta 1672 opisal angleški potopisec Edward Browen.
Glavni jašek je leta 1586 segal do krednega sloja globine –61 m, prvi slepi jašek od –65 m do –94 m, drugi do –120 m, tretji pa do končne globine –156 m. Leta 1561 naj bi dosegel višino VI. obzorja, 170 m globine, ter s tem uvrstil rudnik Idrija med najgloblje rudnike v tedanji Evropi.
Leta 1550 je domnevno prišlo do eksplozije metana v t.i. Mrtvaškem kopu (Todtenteufe), v kateri je umrlo 30, 50 ali 70 rudarjev. Gre za eno največjih nesreč idrijskega rudnika, v kateri se je zrušil strop. Nesreča se je zgodila 7 metrov pod III. obzorjem. Do kraja nesreče so se prikopali leta 1762 in 1832 in tam našli ostanke orodij in kosti rudarjev. Leta 1551 in 1552 je prišlo do dveh vdorov vode, med katerima je umrlo več rudarjev, vendar ne v Mrtvaškem kopu.
Leta 1587 je prišlo do nenadnega vdora vode, za odvajanje vode pa je skrbelo vseh okoli 180 zaposlenih. Vdor vode je tudi zamaknil izgradnjo Barbarinega jaška. Do vdorov vode je prišlo tudi leta 1590 in 1593 med poglabljanjem jaška na območju današnjega III. obzorja, ko so dosegli vodonosne kredne apnence.
Leta 1596 je bil Barbarin jašek izkopan do temeljnih rudnih ležišč ter povezan z Ahacijevem jaškom, kar je omogočilo kroženje zraka tudi poleti ter rudarjenje tudi poleti.
Ob zasutju leta 1746 je Ahacijev jašek imel globino 133 metrov.

## Delovne razmere
Sprva so rudo, naloženo v okovane lesene posode, dvigovali ročno z vitli. Po letu 1519 je bil jašek opremljen z vitlom na konjski pogon.
Prevoz jamskega lesa je potekal na vagončkih – »truhcah«. Izkopano rudo so v vagončkih prevozili po rovih do slepih jaškov, kjer so jih dvignili z vitli oz. z gepljem po glavnem jašku navzgor. Jašek ni bil opremljen s kamštjo, zato so jamsko vodo dvigovali z vedri. V normalnih razmerah je bilo za odvajanje vode zaposlenih 32 delavcev.
1533 je bil iz zajezitve hudournika Nikova »Na Tomu« pod gradom Gewerkenegg zgrajen lesen kanal za gnanje pogonskega kolesa kamšti, ki je v več stopnjah črpala vodo 60 m globoko. Tok Nikove je bil neenakomeren in tako neprimeren za gnanje kamšti, zato so večkrat črpanje vode opravljali ročno. Leta 1588 so ponovno uvedli gepelj na konjski pogon. V 90. letih 16. stoletja je bilo v jašku navkljub postavljeni kamšti zaposlenih 24 črpalcev vode, ki so vodo črpali takrat, ko v jami niso rudarili, razen v najbolj vročih delih leta. Stroški črpanja vode so narasli s 1700 goldinarjev na 3000 goldinarjev. Kamšt je bila poskus odprave stroškov geplja, ki so znašali 1200 goldinarjev letno. Stroški kamšti jaška so leta 1592 znašali 1052 goldinarjev 15 kron 2 feniga. Pomanjkanje vode je bil eden največjih problemov idrijskega rudnika v 16. stoletju.
Konec 16. stoletja so postavili takrat največje in najmodernejše kamšti, ki jih je med drugimi opisal tudi angleški potopisec Pope. Kamšt je opisal tudi Valvasor, šlo je za 7,5 m (4 sežnje) obakrajno leseno kolo, ki je nadomestilo gepelj. Poleg je stalo manjše enosmerno leseno kolo za črpanje jamske vode.
Kopanje je potekalo z dleti, kladivi in lomilkami, metod s kurjenjem ali razstreljevanjem pa niso uporabljali. Do konca 16. stoletja so se rudarji zaradi deljenega delovnega časa, ki je bil od sedme ure zjutraj do enajste ure ter po triurnem opoldanskem počitku od štirinajste do osemnajste ure, spuščali dvakrat dnevno po vrveh, ob povratku pa so plezali po vrvnih lestvah. Jašek je bil preozek, zato je bil transport po jašku težaven. Starejše ali obolele so prevažali v pletenih koših. V jami se je rudarilo pozimi.

## Posodobitev
Po vdoru vode v jašek leta 1562 so rudniški lastniki ter deželne oblasti pričele opozarjati na slabe razmere; član Ahacijeve rudokopne družbe Jakob Lamberg pa je predlagal izkop novega jaška, kar je predlagal tudi deželni rudniški nadzornik Jurij Singer. Leta 1580 je predlog ponovil, vendar ga takratni koruptni rudniški upravnik Urban Ainkhürn ni implementiral, stanje pa se je slabšalo. Po njegovem odpoklicu s strani dunajskega sodišča je na njegovo mesto prišel sposobnejši Gregor Komar, ki je rudnik moderniziral in dal izgraditi 170 metrov globok Barbarin jašek. Ahacijev jašek je bil poglobljen šele z izgradnjo Barbarinega jaška.